# Kogălniceanu

Wappen der Familie Kogălniceanu

Kogălniceanu (auch Kogălniceanul, Cogâlniceanu, französisiert de Kogalnitchan) ist der Name einer adligen Familien Moldawiens. Ihr Einfluss auf die Modernisierung Rumäniens sowie ihre gesellschaftlichen, kulturellen und politischen Aktivitäten reicht bis ins 20. Jahrhundert hinein.

## Name und Herkunft
Der Name der Familie leitet sich vom Fluss Cogâlnic ab, der durch die Region Bessarabien fließt. Der Stammsitz befand sich im heutigen Kreis Lăpușna. Als eine der wenigen moldawischen Bojarenfamilien verwendeten die Kogălnicenii das walachische Namenssuffix -eanu, was sie innerhalb der moldawischen Oberschicht hervorgehoben hat.

## Aufstieg
Die Familie gewann durch umfangreichen Landbesitz an Einfluss, insbesondere durch den Erwerb des Gutes Scrivulenii bei Râpile im Jahr 1666. Während des Russisch-Österreichischer Türkenkrieg nutzte Fürst Ghica den Familiensitz in Iași als offizielle Residenz. Als Folge erhielt die Familie ein Schutz- und Besitzdokument, das ihre Rechte dauerhaft garantierte. Nach dem Tod von Vasile Kogălniceanu teilte sich das Geschlecht in drei Linien. Während einige dem Kleinadel zuzurechnen waren, erreichten andere, wie die Nachkommen von Sandu Kogălniceanu, bedeutenden gesellschaftlichen Aufstieg. Vasile verlegte den Familiensitz nahe dem Kloster Bârnova, das Anwesen wurde später zeitweise als Fürstenresidenz genutzt.
Constantin Kogălniceanu (ca. 1725–1775) beteiligte sich maßgeblich an der Abschaffung der Leibeigenschaft unter Fürst Constantin Mavrocordat (1749). Er war Logothetes und Mitverfasser politischer Reformschriften. Sein Bruder Enache Kogălniceanu (ca. 1730–1795) war Comis, Leiter des Fürstenrats, Übersetzer, Jurist und Chronist. Er setzte die moldawische Historiografie fort, unter anderem durch die Fortführung der Pseudo-Amiras-Handschrift. Lucia Kogălniceanu, Enkelin Mihails, engagierte sich in der Konservativen Partei und später in der Volkspartei. Im Jahr 1920 wurde Adela Cantacuzino-Pașcanu, Ehefrau von Grigore Kogălniceanu, ermordet. Mihails Sohn Vasile Kogălniceanu (1863–1942) war ein einflussreicher Agrarpolitiker und Mitgestalter der Landreform von 1921.
1935 gründeten Nachkommen die Mihail-Kogălniceanu-Stiftung, um das Familienerbe zu bewahren. Zu den Weggefährten zählten Persönlichkeiten wie Nicolae Iorga, Nicolae Titulescu und George Enescu, der zeitweise im Familienhaus lebte. Ilie Kogălniceanu dokumentierte Enescus Leben und verwaltete das Familienarchiv.
Die Familie war ab dem 19. Jahrhundert mit anderen bedeutenden Adelsgeschlechtern verbunden, darunter die Familien Sturdza, Cantacuzino, Ghica und Yarka. Diese Verbindungen stärkten ihre Stellung im rumänischen Hochadel. Seit dem ausgehenden 20. Jahrhundert war die männliche Linie nahezu erloschen. 2001 galt Ilie Kogălniceanu als letzter männlicher Namensträger.

## Bedeutende Familienmitglieder
- Constantin Kogălniceanu (ca. 1725–1775): Reformer und Verwaltungsbeamter
- Enache Kogălniceanu (ca. 1730–1795): Bojarenratsvorsitzender, Jurist, Chronist
- Ilie Kogălniceanu (1787–1856): Verwalter, Sammler genealogischer und staatlicher Dokumente
- Mihail Kogălniceanu (1817–1891): Politiker, Historiker, Ministerpräsident, Teilnehmer an der Revolution 1848, Mitgestalter der Vereinigung der Fürstentümer, Mitbegründer der Universität Alexandru Ioan Cuza in Iași, Initiator von Säkularisation und Agrarreformen